# Boolathana spiralis
Boolathana spiralis är en spindelart som beskrevs av Norman I. Platnick 2002. Boolathana spiralis ingår i släktet Boolathana och familjen Trochanteriidae.
Artens utbredningsområde är Western Australia. Inga underarter finns listade.